# Kilt corti
Kilt corti (Short Kilts) è un film del 1924 diretto da George Jeske. Il cortometraggio, con protagonista Stan Laurel, fu prodotto dalla Hal Roach Studios e distribuito negli Stati Uniti dalla Pathé il 3 agosto 1924.

## Trama
Tra due famiglie scozzesi: i McPherson e i McGregor nasce un'intensa rivalità.
Il primogenito della prima famiglia (Laurel) s'innamora della sorella di quello (Finlayson) della seconda, e a quest'altro accade la stessa cosa.
Tutto comincia durante una festa a casa dei McPherson, in cui vengono invitati i McGregor...